# Pizza...!
A Pizza...! című album az 1989-ben alakult Soho Party együttes első stúdióalbuma, mely 1994-ben jelent meg a BMG Ariola kiadónál. Az albumról két kislemez jelent meg.

## Az album dalai
1. Gyere, táncolj! (Radio Edit)
2. Dilis A Lány
3. Repülj Velem
4. Brutális Szex
5. A Szerelem Vár
6. Hideg Van (B.B.-nek) featuring St.Martin
7. Baby, nem kell más!
8. Visszavárlak
9. Balatoni Nyár ! Írta a KFT együttes
10. Gyere Táncolj! (Fantasy Mix)
11. Miért Nincs Nyáron Hó? (Soho Radio Edit) featuring Császár Előd
12. Dilis A Lány (Raggamix)
13. Gyere Táncolj! (Tribal Clubmix)

A dalokat Náksi Attila, Dömötör Sándor, Vitéz László Attila, Császár Előd, Koller László (Animal Cannibals) és Diramerján Artin írták. Kivételt képez el alól a Balatoni Nyár című szerzemény, melyet a KFT együttes írt. Érdekesség, hogy habár a csapat által újrahangszerelt verzió is hatalmas siker volt a klubokban, egyetlen kislemezre sem került fel az album változat.

## Az albumhoz kapcsolódó hivatkozások
- Az együttes honlapja[1]
- A Hideg Van című dal videóklipje[2]
- A Soho Party dalszövegei[3]